# 蒙古社会民主党
蒙古社会民主党是1990年至2000年之间存在的一个蒙古国政党。2000年此黨大部分成員与其他政党合并为民主党。

## 简介
该党1990年3月2日成立。党员5万多名。1990年3月通过的该党党章称，该党是“平等体现蒙古社会各阶层利益的独立的政治团体”，目标是“在蒙古建立公正、民主、博爱的社会”，任务是“巩固蒙古的独立，维护领土完整，使人民过上幸福生活，保证民主、自由和民族团结”。该党首任主席为巴特额尔登·巴特巴亚尔。后来第二任主席拉德那苏木贝尔勒·贡其格道尔吉，副主席桑格扎布·巴亚尔朝格特，总书记洛·宾巴扎尔嘎勒。
该党是1994年4月13日至25日反对派绝食的主要组织者。1996年，该党获得国家大呼拉尔12个席位。1990年至1997年，该党的拉德那苏木贝尔勒·贡其格道尔吉担任蒙古国副总统。但在2000年6月2日举行的选举中，该党未能在国家大呼拉尔获得任何席位。
1996年至2000年，蒙古民族民主党和蒙古社会民主党联合执政。在2000年国家大呼拉尔选举中，两党失利而下野，成为在野党。2000年12月，两党联合其他在野的民主复兴党、民主党、宗教民主党合并成立民主党。，僅有原本黨主席Adiyaagiin Ganbaatar留在蒙古社會民主黨中。
2004年12月時，蒙古社會民主黨進行了內部結構的改革。在2012年國家大呼拉爾選舉中推派了19名候選人，黨主席Adiyaagiin Ganbaatar未參選，且無人當選。